# Energie alternativă
Energia alternativă este un termen folosit pentru unele surse de energie și tehnologii de stocare a energiei. În general el indică energii netradiționale și care au un impact scăzut în mediul înconjurător. Termenul de energie alternativă este folosit în contrast cu termenul de combustibil fosil după unele surse, iar alte surse îl folosesc cu sensul de energie regenerabilă.

## Definiții
| Sursa                             | Definiția |
| --------------------------------- | --- |
| Oxford Dictionary                 | energia obținută prin metode ce nu folosesc resurse naturale sau care nu afectează negativ mediul înconjurător. |
| Princeton WordNet                 | energie derivată din surse ce nu folosesc resurse naturale sau care nu afectează negativ mediul înconjurător.   |
| Responding to Climate Change 2007 | energie derivată din surse netradiționale (energie solară, energie eoliană, energie hidraulică).                |
| Greenopia                         | Energie derivată din surse ca energia solară sau energia eoliană.                                               |